# خانه (ترانه لا تویا جکسون)
«خانه» (انگلیسی: Home) یک تصنیف احساساتی از لا تویا جکسون است که برای اولین‌بار در سال ۲۰۰۳ در نسخه تبلیغاتی آلبوم او بود. جکسون این تک‌آهنگ را در ۲۸ ژوئیه ۲۰۰۹ به تقدیم به برادر کوچکترش، مایکل جکسون، که در ۲۵ ژوئن درگذشت، منتشر کرد. تمام درآمدها به پروژه ایدز لس آنجلس، یکی از خیریه‌های مورد علاقه مایکل تعلق گرفت.

## اطلاعات آهنگ
«خانه» یک آهنگ زندگینامه‌ای است که زندگی در خانواده جکسون و صمیمیت مشترک بین جکسون و خواهر و برادرش را توصیف می‌کند. یک بیانیه مطبوعاتی این آهنگ را این‌گونه توصیف می‌کند که «با محبت در مورد خاطرات کودکی او نوشته شده است و بر اساس این فرضیه که مهم نیست کجا هستید یا در زندگی خود چه چیزی را تجربه می‌کنید، همیشه می‌توانید به خانه بروید.» این آهنگ به‌خاطر آهنگی پرشور که یادآور شعر اوج دردناکی است که در آهنگ مشخص سایمون و گارفانکل «محدود به خانه» شنیده شده، قابل توجه است. اشعار به تبعید جکسون از خانواده در اوایل دهه ۱۹۹۰ اشاره دارد، زمانی که او تحت کنترل جک گوردون، مدیر متجاوز بود. جکسون ابراز پشیمانی می‌کند که «سال‌های زیادی اجازه داده‌ایم بگذرد» که «به‌دلیل شهرتی که فقط می‌دانستیم از هم جدا شده‌ایم».
‌